# Chaguaramas (Trinidad und Tobago)
Chaguaramas (anhörenⓘ) bezeichnet den nordwestlichen Zipfel der zum Karibikstaat Trinidad und Tobago gehörenden Insel Trinidad sowie die umliegenden Kleininseln.

## Definition und Lage
„Chaguaramas“ ist ein in Trinidad etablierter Begriff, bezeichnet aber kein offiziell begrenztes Gebiet. Gemeinhin wird das Gebiet westlich von Carenage bzw. westlich der Diego Martin von Süden nach Norden durchziehenden Tucker Valley Road als Chaguaramas bezeichnet. Die Region umfasst etwa 60 Quadratkilometer (6000 Hektar). Begrenzt wird sie im Norden durch das Karibische Meer sowie im Süden durch den Golf von Paria. Nur ca. 25 km westlich der vorgelagerten Inseln beginnt das venezolanische Festland, die Distanz zwischen der westlichsten Insel Chacachacare und der östlichsten venezolanischen Insel Isla de Patos beträgt nur 10 km. Verwaltungstechnisch gehört Chaguaramas zur Region Diego Martin.

## Geographie
Chaguaramas wird geographisch geprägt durch die Northern Range, ein langgezogenes Mittelgebirge, das als Vorposten der venezolanischen Anden den gesamten Norden Trinidads in West-Ost-Richtung durchzieht.
Auf der Halbinsel gibt es einen der wenigen Trockenwald-Bestände Trinidads. 1961 wurde hier der Chaguaramas National Park eingerichtet. Auf Chacachacare gibt es eine der wenigen Grausaltator-Populationen Trinidads.

## Geschichte

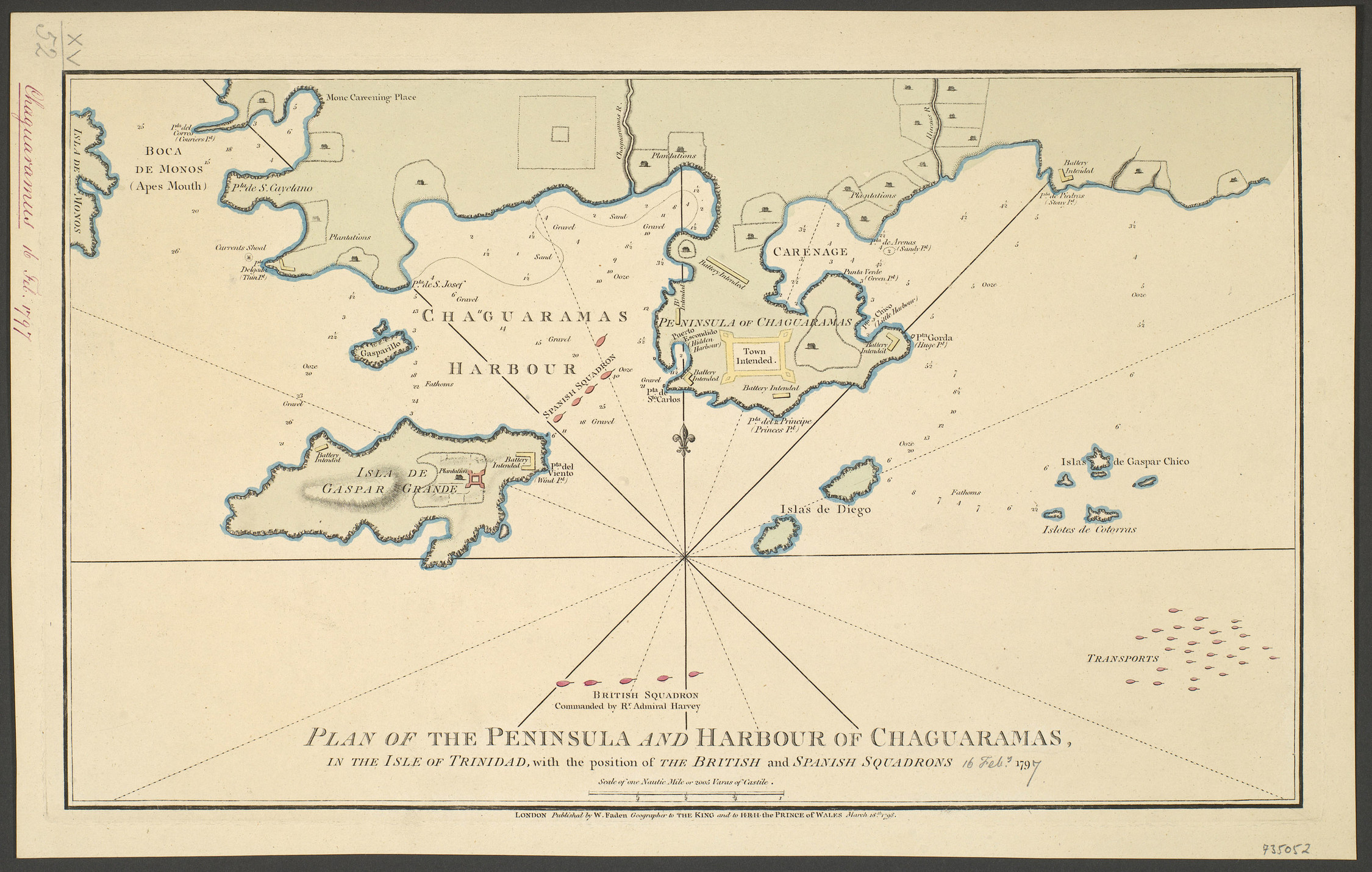
Spanische und britische Flotte vor Chaguaramas (William Faden, 1797)

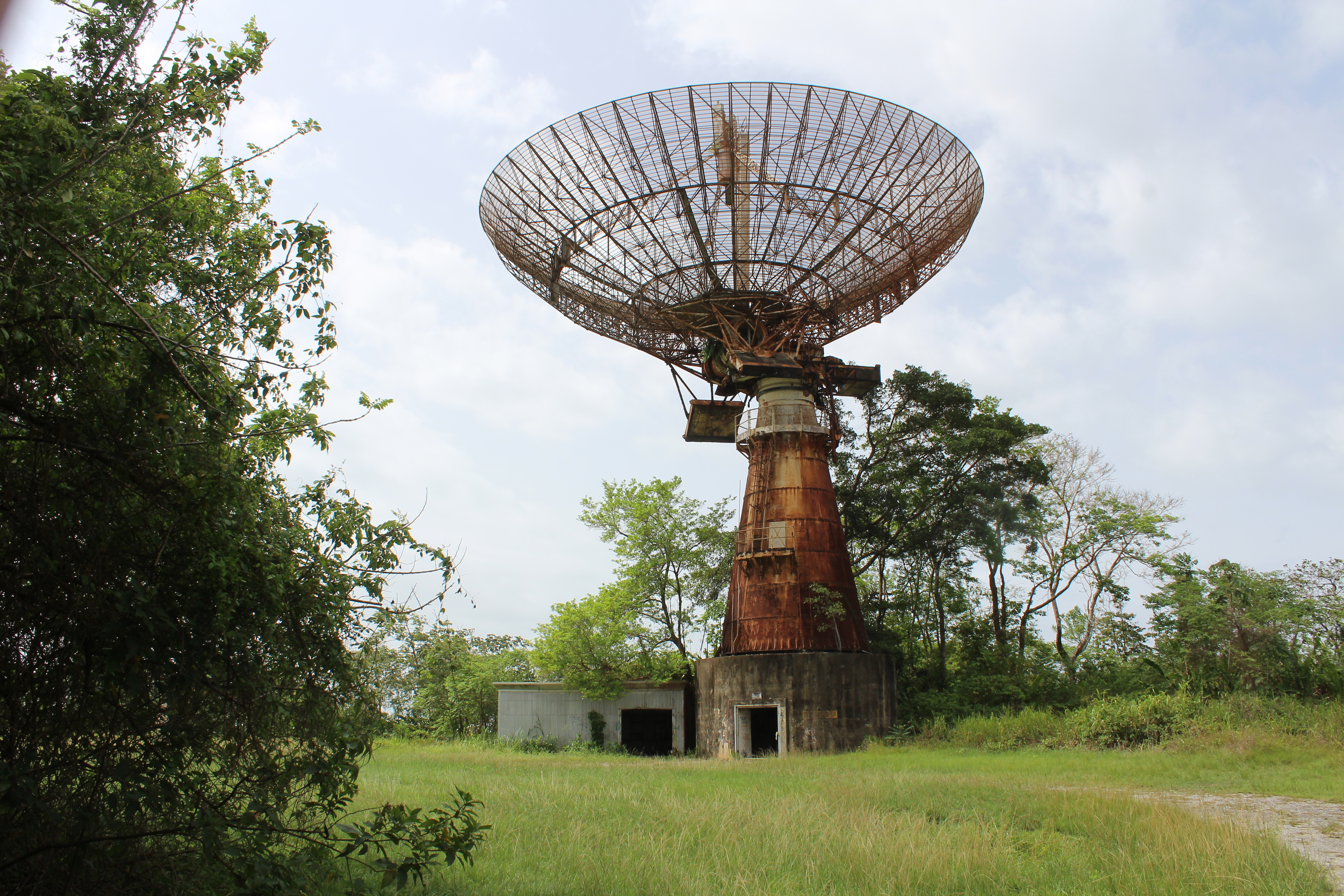
Ruine der US-Radaranlage

Der Name Chaguaramas geht auf das Arawak-Wort für Palmen zurück. Ursprünglich bezeichnete er ein Dorf, das in der Bucht westlich der Halbinsel Point Gourde lag. 1797 wurde die spanische Insel Trinidad kampflos von den Briten erobert. Nahe der Halbinsel Point Gourde vor Chaguaramas hatte der spanische Admiral Juan Ruiz de Apodaca die spanische Flotte positioniert, die er angesichts der überlegenen britischen Flotte aber entgegen der Bitten des Inselgouverneurs José María Chacón versenken ließ. 1805 gab es auf den französischen Zuckerplantagen im heutigen Chaguaramas einen Sklavenaufstand. 1813 wurde von Chacachacare aus einer der Feldzüge, die zur erneuten Unabhängigkeit Venezuelas führten, begonnen. Im späten 19. Jahrhundert diente Chaguaramas als Basis für den Walfang.
Von 1940 bis 1963 wurde das gesamte Gebiet, das mittlerweile komplett nach dem ehemaligen Dorf benannt war, im Rahmen des Zerstörer-für-Stützpunkte-Abkommen an die USA vermietet, die dort eine Marinebasis und ein Raketenfrühwarnsystem errichteten. Das unmittelbar östlich von Chaguaramas gelegene Fischerdorf Carenage wurde damals zu einem Vergnügungsviertel für US-Soldaten ausgebaut, ist seit dem Abzug der US-Amerikaner aber wieder nur ein Fischerdorf. 1958 schloss das Vereinigte Königreich seine zehn karibischen Kolonien, unter anderem Trinidad und Tobago, zur Westindischen Föderation zusammen. Temporäre Hauptstadt wurde Port of Spain, während im Gebiet von Chaguaramas die eigentliche Hauptstadt des neu geschaffenen Staates errichtet werden sollte. Über das Planungsstadium kam die designierte Hauptstadt nie heraus, da sich die Westindische Föderation 1962 nach internen Querelen auflöste. 1973 wurde hier der Vertrag von Chaguaramas unterzeichnet, durch den die Karibische Gemeinschaft (CARICOM) gegründet wurde.
Heute ist Chaguaramas das Zentrum des Segelsports auf Trinidad, beherbergt zahlreiche kleine Jachthäfen (zum Beispiel den T&T Yacht Club in Glencoe) und dient als Ausgangsbasis für Segeltörns zu den vorgelagerten Inseln wie den Bocas Islands oder den Five Islands. Das ursprüngliche Dorf Chaguaramas ist komplett einer Bebauung aus Segelsportanlagen und Industrie gewichen.

## Wirtschaft und Einrichtungen
In Chaguaramas liegt ein Campus der University of Trinidad and Tobago, der über ein Zentrum für maritime Studien verfügt. Der in der ersten trinidadischen Fußballliga TT Pro League spielende Defence Force F.C. ist in Chaguaramas beheimatet, trägt seine Heimspiele mangels geeignetem Stadion aber im Hasely Crawford Stadium in Port of Spain aus. Die Region verfügt mit dem Chaguaramas Golf Club über einen Neun-Loch-Golfplatz, den einzigen öffentlichen Golfplatz des Landes.
Die US-amerikanische Firma Alcoa betrieb von den 1940er-Jahren bis 2009 nahe der Stadt Carenage einen Umladehafen für Bauxit aus Suriname, in dem jährlich 500.000 Tonnen Bauxit für die weltweite Verschiffung verladen wurden. Die Verladestation stellte eine auffällige Landmarke dar und wurde 2023 demontiert.
Verkehrstechnisch ist Chaguaramas lediglich über die notorisch verstopfte Western Main Road an Port of Spain und den Rest der Insel angebunden. Für besondere Veranstaltungen wie den trinidadischen Karneval werden zwischen Port of Spain und Chaguaramas Wassertaxis eingesetzt. Seit November 2022 besteht eine monatliche Fährverbindung zwischen Chaguaramas und dem venezolanischen Güiria.

## Galerie

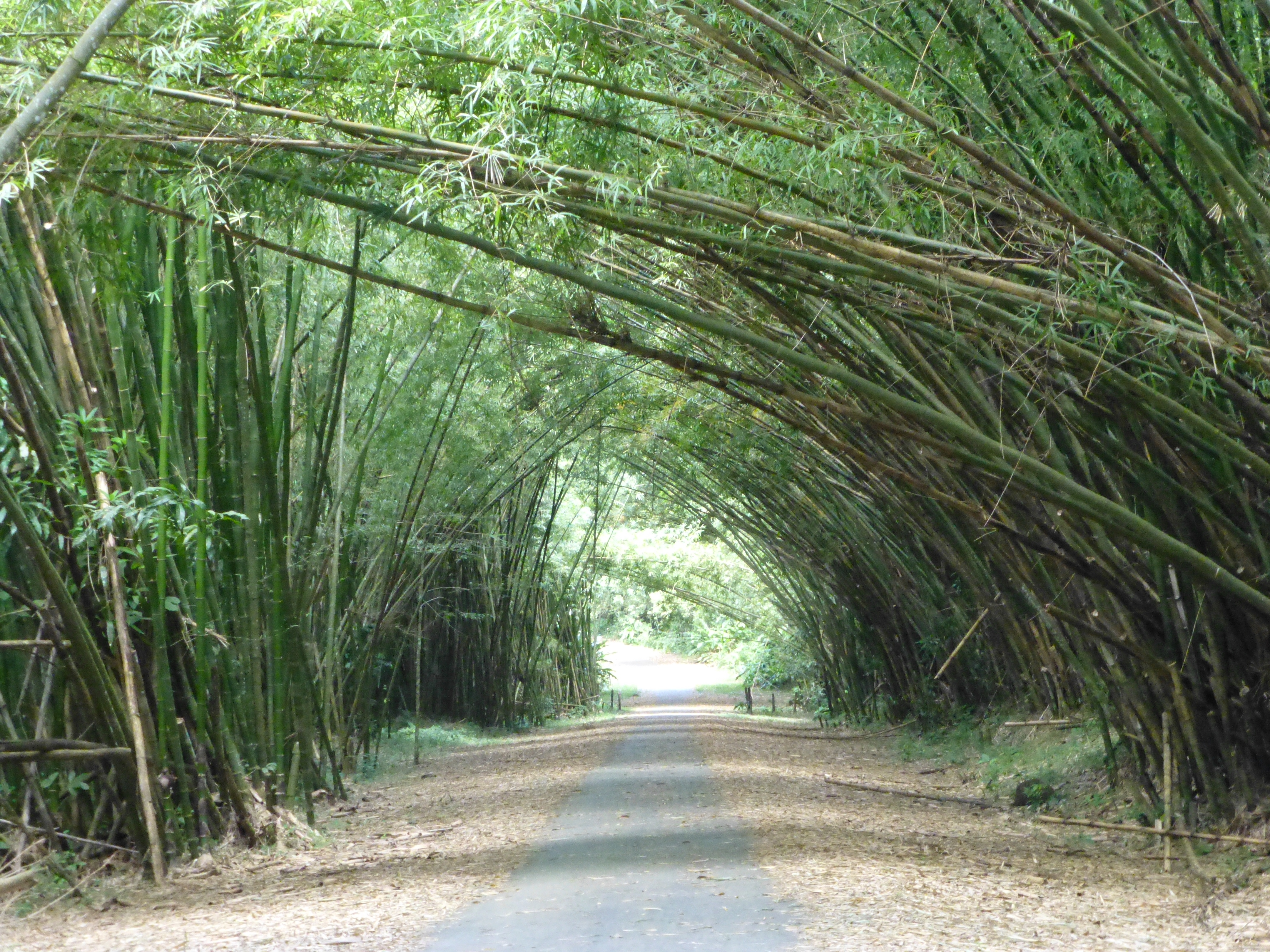
Bamboo Cathedral
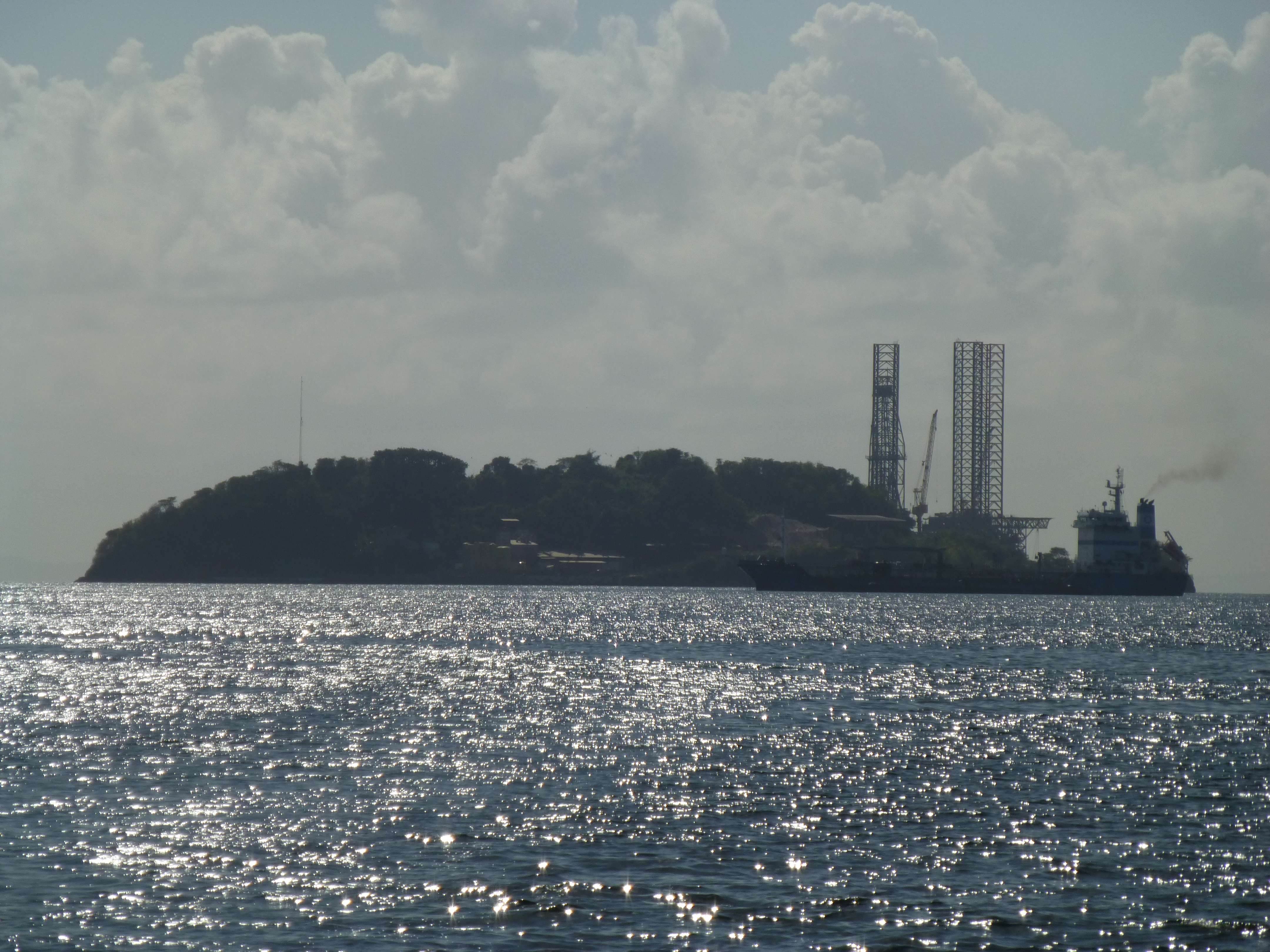
Cronstadt Island
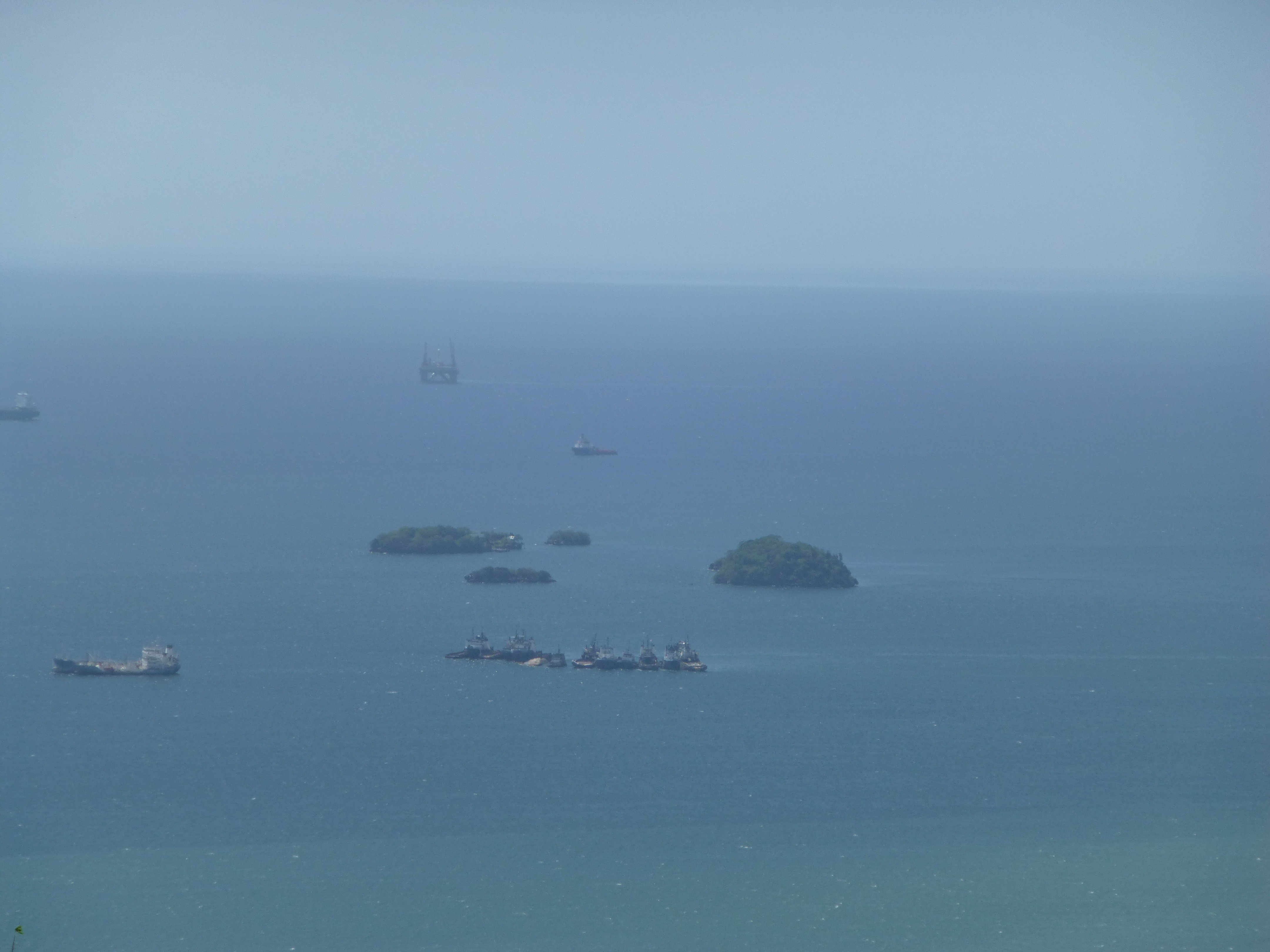
Five Islands
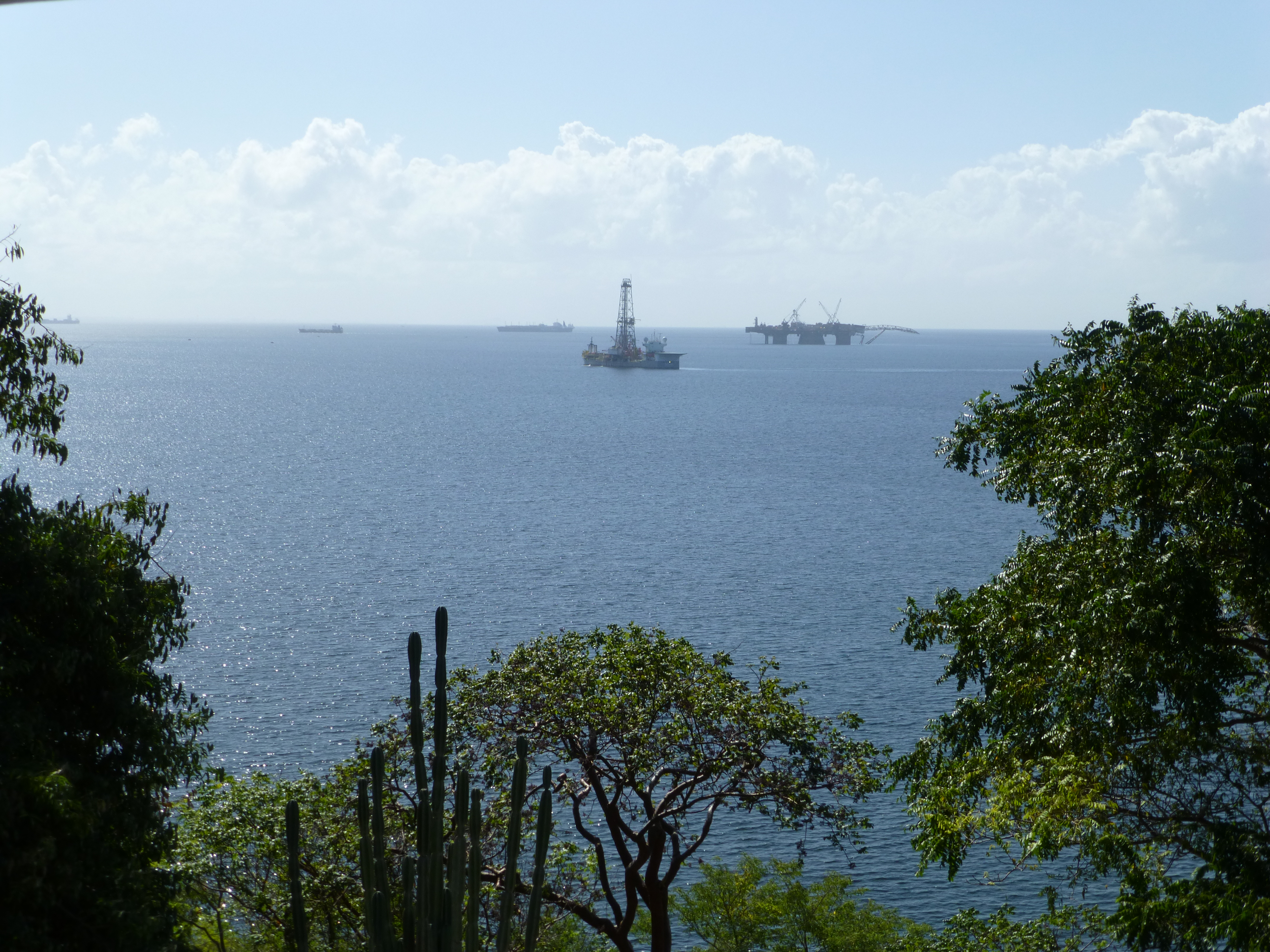
Ölbohrplattform
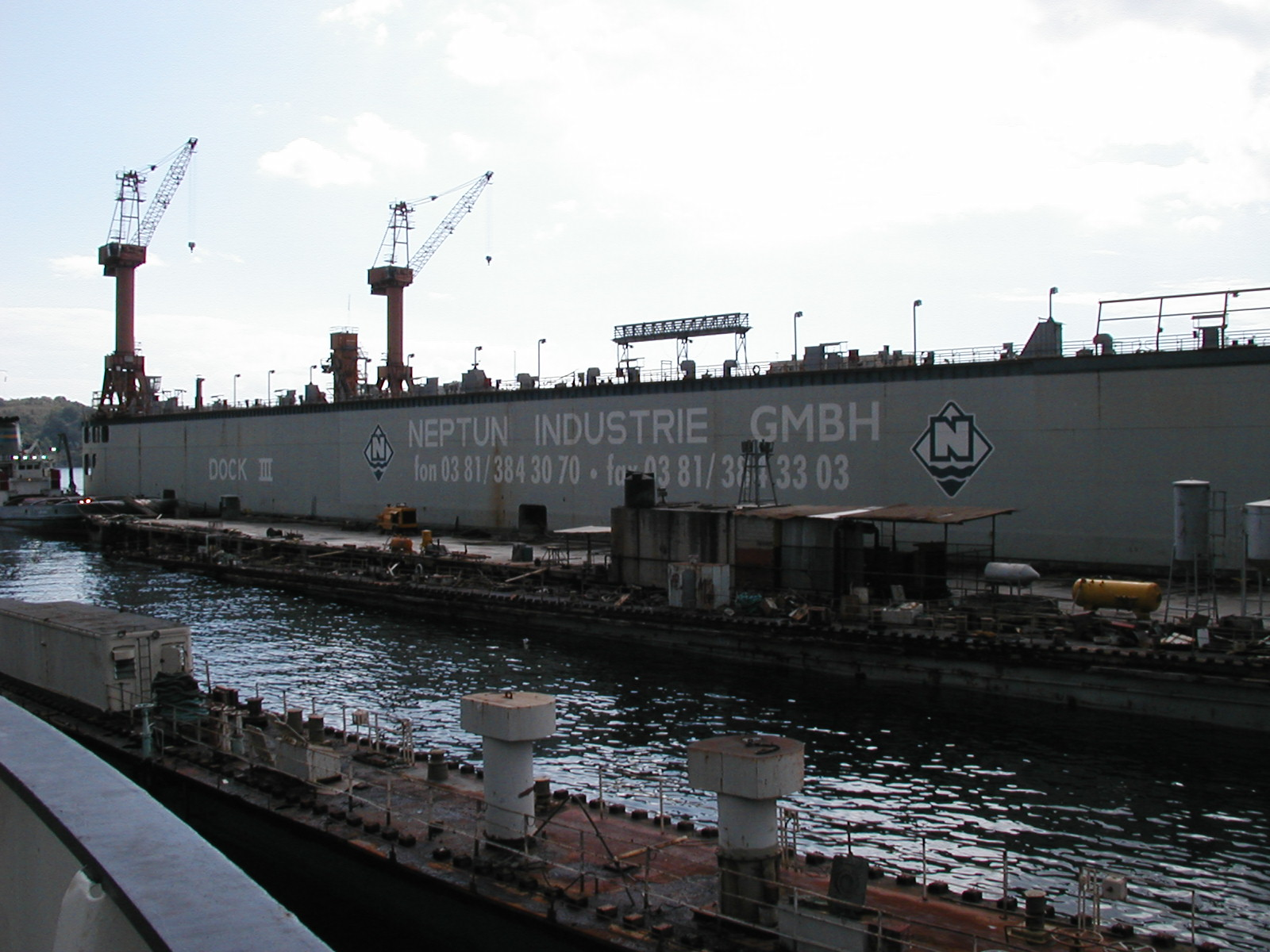
Trockendock in Chaguaramas
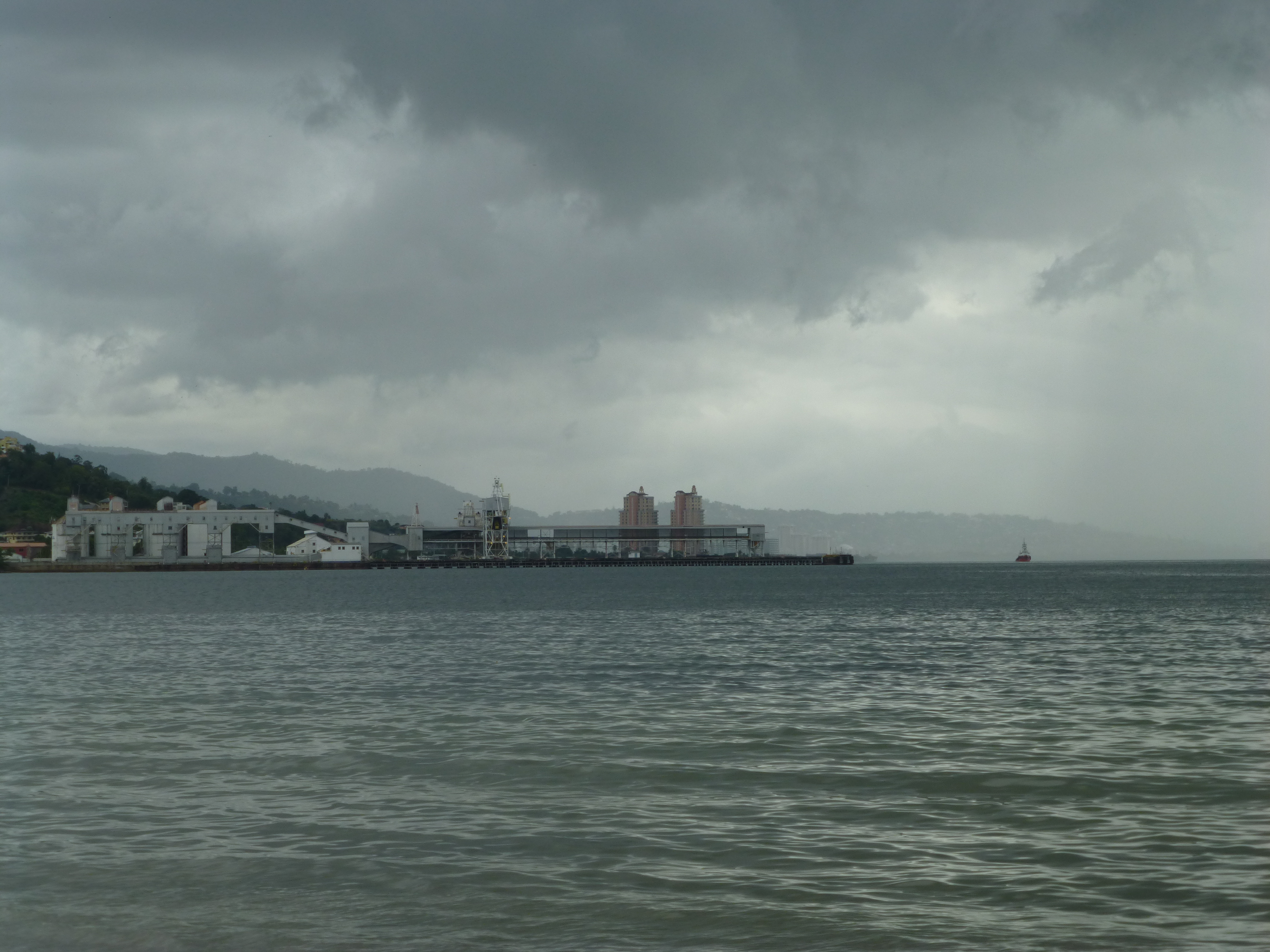
Alcoa-Umladehafen
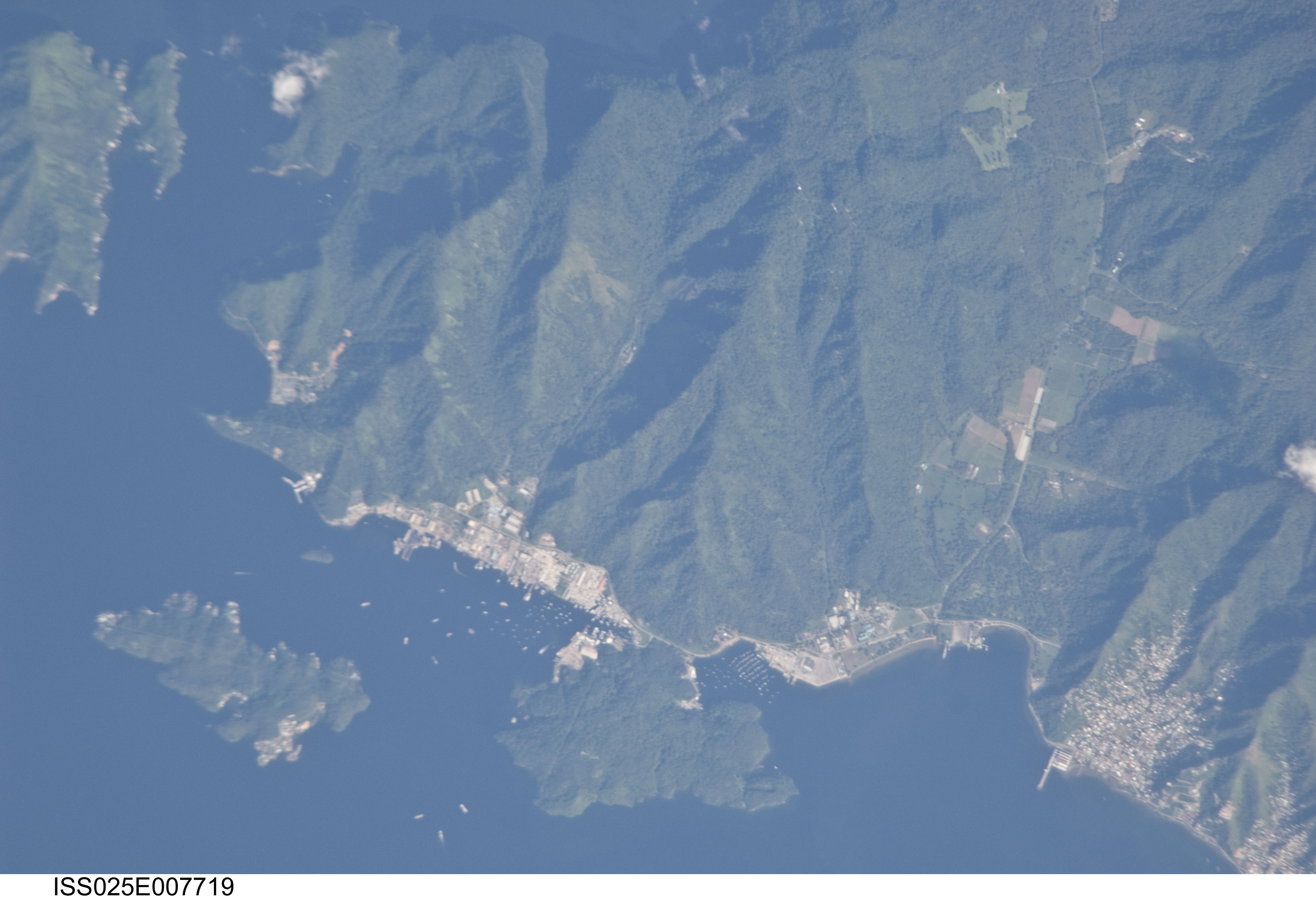
Satelliten-Aufnahme von Chaguaramas